# MÁV 325 sorozat
A IIIq. osztályú, 1911 után 325 sorozatú mozdonyok, a MÁV síkvidéki teher- és hegyvidéki személyvonati gőzmozdonyai voltak.

## Kifejlesztése
A MÁV az 1880-as években a síkvidéki tehervonatok és hegyvidéki személyvonatok vontatására nagy számban szerezte be a III.e osztályú (1911 után 326 sorozatú) gőzmozdonyokat. Ezek a mozdonyok lényegében az 1860-as évek közepe óta gyártott Sigl gyártmányú mozdonyok korszerűbb változatai voltak, az 1890-es évekre azonban műszakilag elavultnak voltak tekinthetők. Miután már 1883-ban egy X. osztályú (1911 után 20 sorozatú) kompaund gépezetű gőzmozdony a próbák során bizonyította a kompaund elrendezés fölényét, időszerű volt a III. osztály számára is ilyen mozdonyokat beszerezni.
A MÁV Gépgyár főkonstruktőre ebben az időben Kordina Zsigmond volt, ő tervezte meg 1892-ben az új síkvidéki tehervonati, illetve hegyvidéki személyvonati mozdonyt. A tervezéshez kiindulópontot jelentett az 1892-ben az OMÁV-tól a MÁV-hoz került IVf{\displaystyle {}^{c}} osztályú  (MÁV-nál IIIn. osztály) mozdonya, amely típus az OMÁV-nál is kísérleti példánynak volt tekinthető, mivel egyetlen darab készült belőle. Az osztrák mozdony kompaund gépezettel készült, 3 hengerrel, amelyek közül a nagyméretű, kisnyomású henger a főkereten belül helyezkedett el és a könyökösen kiképzett középső tengelyt hajtotta. Szokatlan volt emellett az osztrák mozdonynak a magyar III. osztályú (később 335 sorozatú) mozdonyokénál nagyobb átmérőjű kereke is, ami nagyobb, 60 km/h sebesség elérését tette lehetővé.
Kordina Zsigmond az osztrák mozdony elrendezését megtartva új típust tervezett. A háromhengeres kivitelt nem tartotta meg, feltehetőleg a könyökös tengely készítésével kapcsolatos nehézségek miatt. A kéthengeres kompaund mozdony kisnyomású hengere viszont így olyan nagy átmérőjű lett, hogy az űrszelvénybe csak oly módon lehetett elhelyezni, ha a henger számára a főkeretet kivágták. A nagynyomású, kis átmérőjű henger is esztétikai szempontok miatt nagyméretű burkolatot kapott. A mozdonyt korszerű Heusinger-rendszerű vezérművel szerelték fel, szemben az osztrák előd Stephenson-rendszerű vezérművével. Az osztrák mozdonyon a kis- és a nagynyomású hengereknek különálló vezérlése volt, amelynek a kezelése körülményes volt. Az új típusra egyszerű vezérmű került, ami viszont kényszerűen egyenlő töltést adott a hengereknek. Egy későbbi találmány, a villás végű kormányvonórúd segített ezen a hátrányon. A mozdony kazánja lényegesen nagyobb volt az elődjénél, ami jelentősen megnövelt teljesítmény leadását tette lehetővé.
Az új típus, melynek első öt példánya a MÁV Gépgyárban a 36{\displaystyle {}^{1}} szerkezetszámon 1893-ban készült el, a MÁV-nál a IIIq. osztályjelzést és a 3141–3145 pályaszámokat kapták.
A IIIq. osztályú mozdonyok megnövelt sebessége és a kielégítő mértékű vonóerő együtt lehetővé tette, hogy ezek a gépek mind tehervonati, mind pedig személyvonati szolgálatot ellássanak, csak a gyorsvonatok számára nem volt elegendő a sebességük. Emiatt ezt a sorozatot úgy lehet tekinteni, mint a MÁV első univerzális mozdonysorozatát.

## Műszaki leírás

### Keret és futómű
A három kapcsolt kerékpárral, futókerékpár nélkül épült (C tengelyelrendezésű) mozdonyok 30 mm vastag belső lemezkerettel készült – a kísérleti típusnak is tekinthető IIId. osztályú (később 314 sorozatú) mozdonyokat, valamint a kisebb, ún. "tramway" mozdonyokat nem számítva a IIIq. osztály volt a MÁV Gépgyár első, sorozatban gyártott vonali belső keretes mozdonya. A belső keretes elrendezés egyben a Sigl-tervek alapján, vagy azok mintájára konstruált külső keretes, Hall-rendszerű forgattyús mozdonyok tervezésével való szakítást is jelentette, mivel ezután (a IVc. osztályt (421 sorozatot) leszámítva) nem terveztek újabb külső keretes gőzmozdonyt Magyarországon. Ezt a keretelrendezést a kívánt teljesítményhez szükséges átmérőjű gőzhengereknek a szerkesztési szelvényben való elhelyezése követelte meg, de a nagy átmérőjű kis nyomású hengernél még így is kivágást kellett a kereten ejteni. A tengelyágy-tokokat egy merev acélkerettel erősítették meg. A legnagyobb tengelytávolság, egyben a mozdony vezetett hossza mindössze 3500 mm volt. Az első két tengely lemezrugói a tengelyek fölött, míg a hátsóé a tengely alatt helyezkednek el. A mozdony rugózását himbákkal nem egyenlítették ki.

### Kazán
A porosz-, más néven Becker-rendszerű állókazán sík tűzszekrénnyel és hengeres állókazán fedéllel készült. A 2,1 m²-es felületű rostély a keret oldallemezei között helyezkedik el és hátrafelé lejt. Ennek megfelelően a billenőrostély a szokásos kivitellel ellentétben hátul, az állókazán ajtófal felőli végén van. A hosszkazánt két övből szegecselték össze és benne 188 db, mindössze 3700 mm hosszú, 46,5/52 mm átmérőjű tűzcsövet helyeztek el. A mozdony tömegének korlátozott volta miatt alkalmazott rövid tűzcsövek nem tették lehetővé a tökéletes hőleadást, ezzel a mozdony gazdaságosságát rontották. Az első kazánövön helyezték el a nagy méretű gőzdómot, melybe a síktolattyús gőzszabályozó és a 3317 pályaszámtól alkalmazott vízelválasztó került. A füstszekrény nagy méretű, amerikai rendszerű, a mozdony kéménye egyrészes, hengeres formájú volt. A mozdonyokat közvetett terhelésű rugómérleges biztonsági szeleppel látták el. A kazánt 1–1 db 9, illetve 7 mm-es nyílású Friedmann-rendszerű nem szívó, „restarting” frissgőz-lövettyű táplálta vízzel.

### Gépezet
A kéthengeres kompaund elrendezésű gépezet nagynyomású hengerét a szokásos módon a mozdony jobb- a kisnyomású hengert a mozdony bal oldalára szerelték. A hengerek a második kapcsolt kerékpárt hajtották. A jobb oldali forgattyút a bal oldalihoz képest 90°-kal előbbre ékelték a kerékpártengelyre. A mozdonyok gépezetét egyszerű Borries-rendszerű indítókészülékkel is ellátták.  A keresztfejek kétvezetékesek voltak. A korai mozdonyokon a dugattyúnak csak hátrafelé volt rúdja, a gőzhenger elöl zárt volt. Később ezt áttervezték az Európában szokásos átmenő rudas kivitelre. A gőzhengerek üresjárati munkájának (ellenállásának) csökkentésére a hengerfedelekre ún. Ricour-szelepet is felszereltek.
A hajtó- és csatlórudak I alakú keresztmetszettel készültek.
A mozdony közönséges kagylós síktolattyúkkal készült, amelyeket a szükséges nagy felület miatt a mozdony hossztengelyével párhuzamosan, de a vízszinteshez képest ferdén helyeztek el.  A tolattyúkat ellenforgattyús Heusinger–Walschaert-rendszerű vezérművek szabályozták, melyeket lengőívei a korai példányoknál a keresztfejvezeték-tartó mögött helyezkedtek el, a későbbi példányoknál előre szerelték őket. Az ellenforgattyú előremenetben a forgattyút közel 90°-kal követi, más szóval a forgattyúhoz képest hátramaradóként ékelték föl. Ennek megfelelően előremenetben a lengőívkő a lengőív (kulissza) felső részén helyezkedett el.  A kormányvonórudat kormánycsavarral, a míg a később gyártott példányoknál nagyobb részt emeltyűvel kombinált kormánycsavarral szabályozták. Az első 24 mozdonyban a kormánygerendély egyrészes, a két henger töltése minden helyzetben azonos. A későbbi mozdonyoknál villás végű (két, eltérő hosszúságú működtető karral ellátott) kormányvonórudat szereltek be, amely a két hengernek különböző töltést adott.

### Segédberendezések
Az első mozdonyokat leszámítva a sorozat tagjaira sebességmérőt is felszereltek. A gőzben lévő alkatrészek kenéséről a korai példányoknál egy Kordina-rendszerű, később Náthán-rendszerű, a kazán gőzével működő központi olajozó, ún. lubrikátor gondoskodott, míg a 3328–3330 pályaszámú mozdonyokra Friedmann-rendszerű N osztályú, hatnyílású dugattyús melegalkatrész-kenőszivattyú került. Kedvezőtlen tapadási viszonyok esetén kézi rudazatos, kúpkerekes homokoló juttatott homokot a kapcsolt kerékpárok elé. A mozdonyokat univerzális jellegüknél fogva hagyományos bajor rendszerű nagynyomású gőzfűtési berendezéssel és Westinghouse fékberendezéssel is ellátták, ez azonban a mozdonyt magát nem, hanem csak a szerkocsit fékezte. A lejtős pályaszakaszon való minél biztonságosabb üzem érdekében a 3174, a 3324–3327 és a 3335–3342 pályaszámú mozdonyokra Le Chatelier-rendszerű ellengőz-berendezést szereltek.

### Szerkocsi
A mozdonyhoz a szokásos 3-tengelyes, légfékes, a Gépgyárban 7 és 8 szerkezetszámmal, MÁV-nál 1911-től A típusként jelölt szerkocsit kapcsoltak. A szerkocsira egy 13″-os Westinghouse-rendszerű függőleges fékhengert szereltek és minden kerékpárját egy oldalról (hátulról) fékezték. Az összes féktuskóerő  az üres szerkocsi súlyának 117,5, a teljesen rakotténak 46,7%-a volt.

## Az első próbák és a sorozatgyártás
Az első IIIq. osztályú  mozdonyokat, melyek egységára 74 900,– korona volt, 1893 januárjában adták át a MÁV-nak.
A 3145 pályaszámú mozdonnyal elkészülte után összehasonlító anyagfogyasztási próbákat tartottak a 2560 pályaszámú IIIe. osztályú mozdonnyal együtt a Hatvan–Miskolc vonalszakaszon. A mozdonyok 700–800 tonnás próbavonatokat továbbítottak átlag kb. 25 km/h sebességgel. A IIIq. osztályú mozdony lóerőóránként 1,42 kg szenet és 9,82 kg vizet fogyasztott: 16, illetve 18,2%-kal kevesebbet, mint a IIIe. osztályú.
A kedvező tapasztalatok alapján 1893 végéig egy 25 darabos széria készült belőlük. Ezután a gyártás leállt, csak 1896-ban készült el egy példány a Millenniumi Kiállításra. A MÁV továbbra is a régebbi IIIe. osztályt  szerezte be nagy számban. A IIIq. osztály  sorozatgyártása csak 1897-ben indult meg újra, ugyanebben az évben szállították le a MÁV számára a IIIe. osztályú (későbbi 326 sorozatú) mozdonyok utolsó példányait. A beszerzés a MÁV számára folyamatosan 1907-ig tartott, ekkor már nyilvánvalóan csak modernebb típusok híján, hiszen a mozdony már korszerűtlennek számított. A KsOd azonban még 1908-1909-ben is rendelt a típusból egy 15 darabos sorozatot.
A típusból összesen 282 példány készült, nem kevesebb, mint 16 gyári altípusban, melyek közül a két utolsóból csak a KsOd kapott.
| A MÁV és a KsOd IIIq. osztály (MÁV 325 sorozat) gyártási adatai | A MÁV és a KsOd IIIq. osztály (MÁV 325 sorozat) gyártási adatai | A MÁV és a KsOd IIIq. osztály (MÁV 325 sorozat) gyártási adatai | A MÁV és a KsOd IIIq. osztály (MÁV 325 sorozat) gyártási adatai | A MÁV és a KsOd IIIq. osztály (MÁV 325 sorozat) gyártási adatai | A MÁV és a KsOd IIIq. osztály (MÁV 325 sorozat) gyártási adatai |
| Mozdony szerkezet- szám                                         | Szerkocsi szerkezet- szám                                       | Vasút                                                           | Pályaszám 1911-ig                                               | Pályaszám 1911-től                                              | Gyártási év                                                     |
| --------------------------------------------------------------- | --------------------------------------------------------------- | --------------------------------------------------------------- | --------------------------------------------------------------- | --------------------------------------------------------------- | --------------------------------------------------------------- |
| 36{\displaystyle {}^{1}}                                        | 7{\displaystyle {}^{8}}                                         | MÁV                                                             | 3141–3145                                                       | 325,001–005                                                     | 1893.                                                           |
| 36{\displaystyle {}^{2}}                                        | 7{\displaystyle {}^{11}} 8{\displaystyle {}^{4}}                | MÁV                                                             | 3146–3151 3152–3160                                             | 325,006–011 325,012–020                                         | 1893.                                                           |
| 36{\displaystyle {}^{3}}                                        | 8{\displaystyle {}^{5}}                                         | MÁV                                                             | 3161–3165                                                       | 325,021–025                                                     | 1893.                                                           |
| 36{\displaystyle {}^{4}}                                        | 8{\displaystyle {}^{10}}                                        | MÁV                                                             | 3166                                                            | 325,026                                                         | 1896.                                                           |
| 36{\displaystyle {}^{5}}                                        | 8{\displaystyle {}^{15}}                                        | MÁV                                                             | 3167–3174 3175                                                  | 325,027–034 325,035                                             | 1897. 1898.                                                     |
| 36{\displaystyle {}^{6}}                                        | 8{\displaystyle {}^{16}}                                        | MÁV                                                             | 3176–3210 3211–3236                                             | 325,036–070 325,071–096                                         | 1898. 1899.                                                     |
| 36{\displaystyle {}^{7}}                                        | 8{\displaystyle {}^{21}}                                        | MÁV                                                             | 3237–3258 3259–3264                                             | 325,097–118 325,119–124                                         | 1899. 1900.                                                     |
| 36{\displaystyle {}^{8}}                                        | 8{\displaystyle {}^{22}}                                        | MÁV                                                             | 3265–3267 3268–3289                                             | 325,125–127 325,128–149                                         | 1900. 1901.                                                     |
| 36{\displaystyle {}^{9}}                                        | 8{\displaystyle {}^{24}}                                        | MÁV                                                             | 3290–3295 3296–3315                                             | 325,150–155 325,156–175                                         | 1901. 1902.                                                     |
| 36{\displaystyle {}^{10}}                                       | 8{\displaystyle {}^{26}}                                        | MÁV                                                             | 3316–3318 3319–3330                                             | 325,176–178 325,179–190                                         | 1902. 1903.                                                     |
| 36{\displaystyle {}^{11}}                                       | 8{\displaystyle {}^{27}}                                        | MÁV                                                             | 3331–3345 3346–3350                                             | 325,191–205 325,206–210                                         | 1903 1904.                                                      |
| 36{\displaystyle {}^{12}}                                       | 8{\displaystyle {}^{28}}                                        | MÁV                                                             | 3356–3358 3359–3360                                             | 325,216–218 325,219–220                                         | 1904. 1905.                                                     |
| 36{\displaystyle {}^{13}}                                       | 8{\displaystyle {}^{29}}                                        | MÁV                                                             | 3351–3355 3361–3367                                             | 325,211–215 325,221–227                                         | 1905.                                                           |
| 36{\displaystyle {}^{14}}                                       | 8{\displaystyle {}^{31}}                                        | MÁV                                                             | 3368–3387                                                       | 325,228–247                                                     | 1907.                                                           |
| 36{\displaystyle {}^{15}}                                       | 8{\displaystyle {}^{..}}                                        | KsOd                                                            | 251–253 254–260 261–270                                         | 251–253 254–260 261–270                                         | 1899. 1900. 1901.                                               |
| 36{\displaystyle {}^{16}}                                       | 8{\displaystyle {}^{..}}                                        | KsOd                                                            | 271–280 281–285                                                 | 271–280 281–285                                                 | 1908. 1909.                                                     |

A legtöbb altípus műszakilag csak alig különbözött az elődjétől, de több esetben lényeges változtatásokat is meg lehetett figyelni. A 36{\displaystyle {}^{1}} és 36{\displaystyle {}^{2}} altípusok még egyszerű kormányvonórúddal készültek és nem látható rajtuk a jobb oldali hátsó kerék előtt a sebességmérő konzolja sem. A legnagyobb változtatás azonban a 36{\displaystyle {}^{7}} és 36{\displaystyle {}^{8}} altípusok között következett be. Ekkor az egész vezérművet áttervezték. A lengőív konzolja a keresztfej vezeték tartólemez hátsó oldaláról előre került, és ezzel együtt eltűnt a jellegzetes ívelt kulissza-emelő is. Mivel emiatt a kormányvonórúd mozgása megfordult, a kormányorsót a mozdonysátoron belül ellátták egy emeltyűvel, a kormányvonórúd pedig átkerült a járólemez alá. A vezérmű megváltoztatásával együtt a dugattyúrúd átmenő kivitelű lett és a henger első fedőlapján lévő Ricour-szelepeket átszerelték a külső oldalra. Ugyanekkor a Westinghouse-féle légsűrítőt áthelyezték a hosszkazán bal oldalára. Az első tizenegy mozdonyt S 7, a későbbi szállításúakat S 8 szerkezetszámú szerkocsival szállították.
A mozdonyok a Monarchiában 1894-től kötelező módon új hadijelet is kaptak, mely a ennél a típusnál  {\displaystyle {\tfrac {\mathrm {I} \mathrm {I} \mathrm {I} \ 400}{\mathrm {B} _{6}}}}  volt.

## Az első évek
A sorozat első tagjait elsősorban a hegyvidéki pályákra osztották be. Több került belőlük Erdélybe, ahol a Brassó–Predeál meredek hegyiszakaszon látták el a vontatási szolgálatot. De az Ih. osztályú , a későbbi 320 sorozatú gőzmozdonyok fiaskóját követően egy ideig IIIq. osztályú  mozdonyok látták el a Károlyváros–Fiume (Karlovac–Rijeka) hegyipálya tehervonatainak a továbbítását is, előfogatolva és gyakran még egy tolómozdony igénybevételével is. Kapott a sorozatból a szabadkai fűtőház is, a Szabadka–Budapest tehervonatok továbbítására.
A nagy sorozatú gyártás nyomán a 325-ösök lettek a MÁV második legelterjedtebb típusú mozdonyai, az ország minden részében előfordultak, leggyakrabban persze a hegyi vonalakat kiszolgáló fűtőházaknál, ahol a szintén nagy számban fellelhető III.e osztályú (később 326 sorozatú) mozdonyok teljesítménye nem volt elegendő. A leváltásukra tett első kísérlet, az osztrák gyártmányú IIIt. osztályú  (később 323 sorozatú) mozdonyok beszerzése nem volt sikeres, a típus több problematikus műszaki megoldása miatt, de a IIIu. osztály, a későbbi 324 sorozatú mozdonyoknak már az első, nedves gőzzel működő típusa is minden tekintetben felülmúlta a 325-ösöket. A későbbi, túlhevítővel felszerelt 324-esek pedig fokozatosan kisebb jelentőségű szolgálatba szorították ki a 325-ös sorozat tagjait.
1914-ben a 325,037 és 145 pályaszámú mozdonyokat Brotan-kazánnal látták el. Ez a kazán még a korai kivitel volt, nem a MÁV-nál később gyakran előforduló Brotan–Deffner-féle változat. Ez a kísérlet sikertelen volt, és később a mozdonyok hagyományos kazánt kaptak.
A MÁV mozdonyainak nagyjavítását műhelyei között 1918-tól nem területenként, hanem típusonként osztotta el. Innentől kezdve a 325 sorozat mozdonyainak nagyjavítását 
- a Debreceni Műhely és
- a Temesvári Műhely végezte.

## Az első világháború után
A vesztes első világháború után az elszakított területeken maradt, a tanácsköztársaság bukását követő román megszállás során elhurcolt, valamint a trianoni békeszerződés következtében az utódállamoknak ítélt vasúti járművek között a 325 sorozatú mozdonyok nagy része is a határokon túlra került. A mozdonyok eloszlása az alábbiak szerint alakult:
- MÁV: 65 db
- CFR: 102 db
- ČSD: 9 db
- SHS: 68 db
- PKP: 3 db

A háború után megmaradt mozdonyokat a MÁV 1926. január 1-jétől új pályaszámcsoportokba tervezte sorolni. A síktűzszekrényes mozdonyok kijelölt pályaszámcsoportja a 325,301–363, a két Brotan-kazánnal ellátott mozdonyé 324,476–477 lett volna. Az átszámozást végül nem hajtották végre.
Az 1920-as–30-as években a mozdonyok kisebb jelentőségű feladatokat kaptak, mert a korszerűbb mozdonyoknál lényegesen gazdaságtalanabbul üzemeltek. Ebben az időszakban az alábbi fűtőházaknál voltak 325-ösök:

| A 325 sorozatú mozdonyok állomásítása az 1920–30-as években | A 325 sorozatú mozdonyok állomásítása az 1920–30-as években | A 325 sorozatú mozdonyok állomásítása az 1920–30-as években | A 325 sorozatú mozdonyok állomásítása az 1920–30-as években | A 325 sorozatú mozdonyok állomásítása az 1920–30-as években |
| Honállomás                                                  | 1925. október                                               | 1927. május                                                 | 1930. február                                               | 1933. január                                                |
| ----------------------------------------------------------- | ----------------------------------------------------------- | ----------------------------------------------------------- | ----------------------------------------------------------- | ----------------------------------------------------------- |
| Szolnok                                                     | 7                                                           | 11                                                          | 17                                                          | 17                                                          |
| Cegléd                                                      | 12                                                          | 8                                                           | 5                                                           | 4                                                           |
| Hatvan                                                      | 31                                                          | 33                                                          | 33                                                          | 32                                                          |
| Győr                                                        | 5                                                           | –                                                           | –                                                           | –                                                           |
| Komárom                                                     | –                                                           | –                                                           | –                                                           | 2                                                           |
| Debrecen                                                    | 10                                                          | 8                                                           | 9                                                           | 10                                                          |
| Nyíregyháza                                                 | –                                                           | 5                                                           | 1                                                           | –                                                           |

A lecsökkent forgalom miatt a fenti állományból több mozdonyt is javítatlanul félreállítottak. 1933-ra már 38 db állt letétben a különböző fűtőházaknál. Az üzemelő 325 sorozatú mozdonyok havi átlagos futásteljesítménye az 1930-as évek közepén szintén viszonylag alacsony, 1678 km volt – ezt részben indokolja, hogy ebben az időszakban kizárólag tehervonati szolgálatot teljesítettek.
Tekintettel arra, hogy a típusnál a tűzcsőfal felső hajlatában repedések keletkeztek, a mozdonyok csőbeosztását megváltoztatták. A felső vízszintes csősor a karimához képest lejjebb került, valamint megnövelték a csőgátakat. Ezzel egyidejűleg 9 db-bal csökkent a tűzcsövek száma – ezek furatait elvakolták.
A 325 sorozatú mozdonyok MÁV által engedélyezett vonatterheléseit az alábbi táblázat szemlélteti:
| A 325 sorozatú mozdonyok engedélyezett vonatterhelései | A 325 sorozatú mozdonyok engedélyezett vonatterhelései | A 325 sorozatú mozdonyok engedélyezett vonatterhelései | A 325 sorozatú mozdonyok engedélyezett vonatterhelései | A 325 sorozatú mozdonyok engedélyezett vonatterhelései | A 325 sorozatú mozdonyok engedélyezett vonatterhelései |
| Pálya- emelkedés                                       | 20 km/h                                                | 30 km/h                                                | 40 km/h                                                | 50 km/h                                                | 60 km/h                                                |
| ------------------------------------------------------ | ------------------------------------------------------ | ------------------------------------------------------ | ------------------------------------------------------ | ------------------------------------------------------ | ------------------------------------------------------ |
| 0– 3‰                                                  | 1200 t                                                 | 975 t                                                  | 720 t                                                  | 540 t                                                  | 410 t                                                  |
| 3– 5‰                                                  | 1000 t                                                 | 825 t                                                  | 620 t                                                  | 475 t                                                  | 370 t                                                  |
| 5– 7‰                                                  | 800 t                                                  | 680 t                                                  | 540 t                                                  | 430 t                                                  | 340 t                                                  |
| 8–10‰                                                  | 540 t                                                  | 495 t                                                  | 400 t                                                  | 340 t                                                  | 280 t                                                  |
| 14–16‰                                                 | 310 t                                                  | 300 t                                                  | 270 t                                                  | 225 t                                                  | 195 t                                                  |
| 25‰                                                    | 150 t                                                  | 150 t                                                  | 150 t                                                  | 140 t                                                  | 135 t                                                  |

Az első bécsi döntés következtében 9 db 325-ös került vissza a ČSD-től a MÁV állagába (ezek voltak az ún. „repartíciós” mozdonyok). A mozdonyok közül 1943-ban 15 db Hatvan, 14 db Szolnok, 1 db Miskolc, 6 db Sátoraljaújhely, 5 db Bánréve, 2 db Fülek, 11 db Nyíregyháza, 2 db Csap, 4 db Királyháza, 4 db Máramarossziget, míg 9 db Békéscsaba fűtőházhoz tartozott. A tapasztalatok szerint a 325-ösök a háború éveiben 100 elegytonna-kilométerenként 6,8–10,3 kg szenet és 7,3, illetve 14,8 gramm kenőolajat fogyasztottak.

### Románia
A CFR a mozdonyokat az eredeti, MÁV-sorozatjel és pályaszámok megtartásával üzemeltette tovább, elsősorban erdélyi és bánáti, így Brassó, Kolozsvár, Piski, Székelykocsárd, Arad, Temesvár, Nagyvárad, Szatmárnémeti, Dés és Marosvásárhely fűtőházainál, ahonnan teher- és vegyesvonatokat továbbítottak. 1935-ben a 35 legrosszabb állapotú 325-öst leselejtezték. A többi Arad, Piski, Székelykocsárd és Szatmárnémeti fűtőházaknál szolgált a második világháború végéig.

### Csehszlovákia
A 9 db MÁV-tól kapott 325-ösön kívül a ČSD a Kassa–Oderbergi Vasút csehszlovákiai államosításával is jutott még 35 db IIIq. osztályú mozdonyhoz. A ČSD az első években szintén a korábbi sorozat- és pályaszámokon üzemeltette a járműveket. A Monarchia vasúttársaságai járműparkjának végleges felosztása után, 1925-ben bevezetett jelölési rendszernek megfelelően a mozdonyokat és szerkocsijukat külön-külön sorozat- és pályaszámmal látták el: a KsOd-eredetű mozdonyok a 334.301–35, a MÁV-tól származóak pedig a 334.336–44 pályaszámokon üzemeltek tovább. Az első bécsi döntést követően a MÁV-eredetű mozdonyokat átadták Magyarországnak. A 334.307–35 pályaszámú mozdonyok – változatlan sorozat- és pályaszámmal – a Szlovák Vasutaknál (SŽ) üzemeltek tovább.
Az Olsa-vidék 1938-as megszállása során az Oderberg (Bohumín)–Karwin (Karviná)–Csaca vasútvonal is lengyel fennhatóság alá került. A ČSD elmenekítette innen a mozdonyait, ezért kezdetben a PKP saját járműveivel bonyolította a forgalmat. Lengyelország német megszállása után a DRB követelte a Cseh–Morva Protektorátus vasútjától a ČMD-BMB-től a korábban itt szolgált járművek átadását. Ezek között a 334.301–06 pályaszámú mozdonyok is szerepeltek, melyek számára a DRB az 53 7601–7606 pályaszámokat jelölte ki. Azonban ezeket a mozdonyok soha nem viselték, mivel a DRB a tulajdonába került mozdonyokat rögtön bérbeadta a ČMD-BMB-nek, mely hamarosan vissza is vásárolta őket. A járművek pályaszáma végig változatlan maradt.

### Jugoszlávia
Az SHS eredeti pályaszámain vette állagba a mozdonyokat. Jogutódja, a JDŽ 1933-ban a még meglévő járművek jelölését a 126-001–046 pályaszámokra változtatták.

### Lengyelország
A PKP-nél a mozdonyok kijelölt sorozatjele Th104 volt, azonban az átszámozást már nem hajtották végre, a mozdonyokat előtte leselejtezték.

## A második világháború végén
A harcok befejezése és az országhatárok 1945. júniusi „megszilárdulása” után a MÁV-cégjelű 325 sorozatú mozdonyok közül 25 db maradt csak az újra hivatalossá vált trianoni határok között. Ezek közül 
- 12 db működőképes volt,
- 5 db javítás alatt állt,
- 8 mozdony javítatlanul félre volt állítva.

Ez utóbbiak közül három mozdony „roncs”, azaz erősen sérült, hiányos állapotú volt, de a többiről is hiányoztak kisebb armatúrák, sőt akár komolyabb gépelemek is.
A működőképes 325-ösökre a Vörös Hadsereg „T–CCCP” hadizsákmány-jele (T=трофейный, azaz zsákmány) került.

### A „restitúció”
Már 1945-ben megkezdődtek az egyes országok között kisebb járműcserék, mely az idegen eredetű mozdonyok korábbi (alapvetően a háború és a repartíciók előtti) tulajdonosa részére történő visszaszolgáltatást jelentette. A háború után az országgyarapodás és a harci cselekmények során állagba került járműveket bizonytalan jogi státuszuk miatt a MÁV elkülönítve tartotta nyilván. Így például 1946-ban 
- 23 db törzsállagba tartozó[3] (ebből 12 db „T-jelű”),
- 3 db csehszlovák repartíciós (ebből 2 db „T-jelű”)

325-ös volt megtalálható a hazai hálózaton, melyek közül 11 db Nyíregyháza, 4 db Szentes, 3 db Békéscsaba, 2 db Kiskunhalas, 1–1 db pedig Baja, Sopron és Kecskemét honállomású volt.
Az 1947-ben megkötött magyar-szovjet járműegyezmény nyomán a területi revíziók előtt is magyar tulajdonban volt járművekről a „T”-jelet eltávolíthatták.
A már említett járműcserék, valamint az egyes országok között, a háború alatt összekeveredett járműpark rendezéséről, „restitúciójáról” született megállapodások nyomán a két említetten kívül
- 1948. novemberében Ausztria szovjet megszállási övezetéből 4 db,
- 1950. januárja és 1950. márciusa között a Németország szovjet megszállási övezetéből 5 db (közte 1 db csehszlovák repartíciós),
- 1950. júniusában Ausztria amerikai megszállási övezetéből két 325-ös tért haza.

### Az „új” példány
A hazánkban maradt, eredetileg repartíciós mozdonyok közül a „T”-jellel el nem látott példányt 1948-ban a MÁV úgynevezett szabványosító átalakításnak vetett alá, melynek deklarált célja az volt, hogy a mozdonyok lehetőség szerint azonos kivitelűek legyenek a végig a MÁV-nál szolgált példányokkal (pl. a szomszéd vasutak által végrehajtott átalakítások eltüntetése, magyar nyelvű feliratok alkalmazása). Ezt a mozdonyt új pályaszámmal látták el: a legutolsó újonnan gyártott mozdony, a 325,247-as után sorolták be 325,248 pályaszámmal. Valójában az átszámozásnak a célja ezen bizonytalan státuszú mozdony MÁV-törzsállományba való átmozgatása, egyben a szomszéd országok előli „elrejtése” volt.

## Az ötvenes évek
1951-ben 29 db mozdony Nyíregyháza, 7 db Szentes honállomású volt. A mozdonyok állagrendezése az 1950-es évek első felében is folytatódott. 1952. májusa-júniusa között Nyugat-Németországból négy példány, a PKP-től ez év novemberében még egy, üzemképtelen, lefosztott 325-ös került még haza.
A mozdonyokra már nem várt hosszú szolgálat. Míg a sorozat elődje, a 326-os mozdonyok tolató szolgálatot láttak el az ország minden részén, erre a 325-ösök  a nagyobb kerékátmérő és a kompaund üzemmel együtt járó bonyolult indítás miatt nem voltak igazán alkalmasak. 1954-ben az állományban lévő 41 db 325-ös közül 6 db a budapesti, 1 db a miskolci, 31 db a debreceni, kettő a szegedi és egy a szombathelyi igazgatóság területén volt. A mozdonyok közül néhányat a MÁV külső cégeknek adott bérbe. 1956-ra az állomány 35 db-ra, 1958-ra 32 db-ra csökkent. A 325 sorozat megmaradt tagjait az első nagy gőzmozdony-selejtezési hullámban, 1958 és 1960 között kivonták a forgalomból és nem sokkal később el is bontották őket.

### Csehszlovákia
A BMB és az SŽ mozdonyai hiánytalanul az újjáalakult ČSD állományába kerültek vissza. A járművek legnagyobb részét az 1950-es évek első felében selejtezték, az utolsó példányt 1960-ban törölték az állagból.

### Románia
A CFR a 325 sorozatú mozdonyait már 1946-ban kivonta a forgalomból és 1948-ig valamennyit le is selejtezte.

### Jugoszlávia
Magyarországon, Szlovákiában és Romániában nem maradt meg egyetlenegy 325-ös  sem. Jugoszláviában viszont egy darab, a korábbi MÁV 325,079, később JŽ 126-014 pályaszámú mozdony ipari gőzösként megmaradt és 2017-ben még ipari célokra használták is a Resavicai Szénbányában.